# Sumo Group
Sumo Group plc – grupa kapitałowa skupiająca trzy przedsiębiorstwa: Sumo Digital, Pipeworks i Atomhawk. Jest jednym z największych dostawców w zakresie tworzenia gier i partnerów przejmujących na siebie część tego procesu (ang. co-development) w Wielkiej Brytanii. Sumo Group plc zatrudnia ponad tysiąc osób w trzynastu studiach (w pięciu państwach: Wielkiej Brytanii, Polsce, Stanach Zjednoczonych, Kanadzie i Indiach), z czego dziesięć z nich wchodzi w skład Sumo Digital.
Grupa wywodzi się z pierwszego przedsiębiorstwa – Sumo Digital, które zostało założone w 2003 roku. Grupa została utworzona dopiero w 2017 roku. Na przestrzeni lat, Sumo Digital otwierało kolejne studia w Pune w 2007 roku (Indie – Sumo Videogames Pvt), Nottingham w 2016 roku (Wielka Brytania – Sumo Nottingham), Vancouver w 2018 roku (Kanada – pod szyldem Atomhawk), Warrington w 2019 roku (Wielka Brytania – Sumo Warrington). Dołączały także inne przedsiębiorstwa: Atomhawk (2017), CCP Newcastle Studio (2018, przekształcone w Sumo Newcastle), The Chinese Room (2018), Red Kite Games (2019), Lab42 (2020), Pipeworks Studios (2020). 1 lutego 2021 ogłoszono, że do grupy dołączy także polskie studio funkcjonujące we Wrocławiu – PixelAnt. Jest to dziesiąte studio Sumo Digital i pierwsze działające w Europie poza Wielką Brytanią.
Grupa Sumo została oceniona na trzy gwiazdki przez brytyjską organizację Best Companies.

## Wyprodukowane gry
- Outrun 2 (Xbox)
- Virtua Tennis: World Tour (PSP)
- TOCA Race Driver 2 (PSP)
- Go! Sudoku (PSP, PS3)
- OutRun 2006: Coast 2 Coast (PC, PS2, PSP, Xbox)
- Broken Sword: Anioł Śmierci (PC)
- Virtua Tennis 3 (PSP)
- Driver 76 (PSP)
- Sega Superstars Tennis (PS2, PS3, Xbox 360, Wii, NDS)
- GTI Club+ (PS3)
- OutRun Online Arcade (PS3, Xbox 360)
- Virtua Tennis 2009 (PC, Wii, PS3, Xbox 360)
- Disney's A Christmas Carol (NDS)
- Sonic & Sega All-Stars Racing (PC, Xbox 360, PS3, Wii, NDS)
- Doctor Who: The Adventure Games (PC)
- Dead Space Ignition (Xbox 360, PS3)
- Sonic & Sega All-Stars Racing (iOS, Android)
- Nike+ Kinect Training (Xbox 360)
- Sonic & All-Stars Racing: Transformed (PC, WiiU, PS3, Xbox 360, 3DS, Android, iOS, PS Vita[8])
- Forza Horizon 2 (Xbox 360)
- LittleBigPlanet 3 (PS4[9])
- Forza Horizon 2 Presents Fast & Furious (Xbox 360)
- Snake Pass (PC, PS4, Nintendo Switch, Xbox One[10])
- Team Sonic Racing (PC, PS4, Nintendo Switch, Xbox One[11])
- Spyder (Apple Arcade)
- Sackboy: Wielka Przygoda (PS4, PS5)

Źródło: Sumo Group, Gry-Online
Za grę Sackboy: Wielka Przygoda grupa otrzymała dwie nagrody BAFTA – „Best Family Game” i „Best British Game”.